# الجمعية الدولية للاتصالات التفاعلية
الجمعية الدولية للاتصالات التفاعلية (IICS) هي جمعية تجارية مهنية خاصة بالشركات والأفراد المعنيين بمجال وسائل الإعلام التفاعلية. وتعود الجذور الأولى لهذه المنظمة إلى أيام إنتاج قرص الليزر التفاعلي في منطقة خليج سان فرانسيسكو خلال فترة ثمانينيات القرن الماضي. وتم اقتراح الجمعية في الأصل لتكون بمثابة مجموعة أصحاب مصالح خاصة تابعة للجمعية الدولية للتلفزيون (ITVA) المعروفة الآن باسم جمعية اتصالات وسائل الإعلام - الدولية (MCA-I)، غير أن الأعضاء المؤسسين (الذين يتألفون من موردي المعدات والمنتجين المستقلين ومتخصصي التدريب وأعضاء مجموعة حواسيب IIe الخاصة بشركة أبل وأجهزة كمبيوتر SMC-70 الخاصة بشركة سوني ومجموعات أقراص الليزر التفاعلية ومجموعات أقراص الليزر التفاعلية الخاصة بشركة بايونير) قرروا إنشاء الجمعية لتكون بمثابة كيان مستقل له شروط عضوية مختلفة للاتصالات التفاعلية الجديدة والقائمة على الكمبيوتر. وفي أوجها، كان لدى الجمعية مئات الأعضاء في منطقة خليج سان فرانسيسكو وآلاف الأعضاء في جميع أنحاء العالم، مع وجود فروع لها في لوس أنجلوس وسياتل وسان فرانسيسكو ودالاس وشيكاغو وأتلانتا وسان دييجو و
| الأعضاء المؤسسين في الجمعية الدولية للاتصالات التفاعلية | | |
| توم ولموت (Tom Wohlmut)                                 | الرئيس الأصلي للجمعية الدولية للاتصالات التفاعلية | والرئيس الحالي لشركة دابليو إم إس ميديا، سان فرانسيسكو |
| ديبرا ولموت (Debra Wohlmut)                             | نائب الرئيس المؤسس للجمعية الدولية للاتصالات التفاعلية                                                                                               | المنتج التنفيذي ولموت ميديا سيرفسيز |
| فيكي فانس (Vicki Vance)                                 | سكرتيرة الجمعية الدولية للاتصالات التفاعلية الأصلية/مديرة الاتصالات                                                                                  | بشركة سوني ثم أصبحت مديرة قسم تطوير الأعمال، بشركة أبل لأجهزة الكمبيوتر: مجموعة وسائل الإعلام والترفيه الجديدة                                                                            |
| توم أندرسون                                             | أمين الصندوق/مدير العضوية في الجمعية الدولية للاتصالات التفاعلية الأصلية                                                                             | |
| ماريا مانشيني                                           | لجنة برامج الجمعية الدولية للاتصالات التفاعلية الأصلية                                                                                               | |
| جون إيتلسون                                             | معاهد وورش عمل الجمعية الدولية للاتصالات التفاعلية الأصلية                                                                                           | جامعة ولاية شيكو |
| مارك ويليامز                                            | معاهد وورش عمل الجمعية الدولية للاتصالات التفاعلية الأصلية                                                                                           | كلية سان ماتيو |
| ريتشارد هوكوم                                           | مدير المشروعات الخاصة بالجمعية الدولية للاتصالات التفاعلية                                                                                           | مؤسس مشارك في هوكوم أسوشيتس والآن كبير التقنيين التعليميين في كلية ستانفورد العليا لدراسة الأعمال                                                                                         |
| كريس كوستر                                              | خدمات الحاسوب بالجمعية الدولية للاتصالات التفاعلية                                                                                                   | سوني |
| باتريك فورد                                             | مشغل نظام قاعدة البيانات الخاص بالجمعية الدولية للاتصالات التفاعلية                                                                                  | |
| جانا روشون                                              | تخطيط وتصميم المجلة الأصلية الخاصة بالجمعية الدولية للاتصالات التفاعلية                                                                              | تيليفيجن أسوشيتس ثم رئيس لشركة إيمدج تيكنيكس إيرفينج، تكساس |
| ديفيد هون                                               | المجلس الشرفي | |
| ستيف بوث                                                | عضو مؤسس في | أنظمة التأليف ذات المستوى الثالث |
| جيري جاكسون                                             | خدمت في المجلس التنفيذي في منصب نائب الرئيس الدولي وشريكة في تأسيس مجموعة المصالح الخاصة المعنية بهوليود التابعة للجمعية الدولية للاتصالات التفاعلية | شريك مؤسس في ووترز إيدج كوميونيكيشنز |
| جو رويزن -                                              | عضو مؤسس | تيليجان (القسم الأمريكي للشركة الفرنسية فيديوتاكس) |
| ديبرا ليبرمان -                                         | عضو مؤسس | معهد بحوث الاتصالات |
| براين بلوم -                                            | رئيس الجمعية الدولية للاتصالات التفاعلية، 1992 | بلوم إنترأكتيف ميديا، مجموعة استشارية في القدس، فلسطين المحتلة |
| ديل روشون (aka: digital_dale)                           | عضو مؤسس | قسم مبيعات الوسائط التفاعلية في تيليفيجن أسوشيتس، وبعد ذلك قاد جهود المبيعات والتسويق في شركتي تصنيع تقارب الكمبيوتر/الفيديو ثم ساهم في إطلاق Verizon's FiOS TV وتكنولوجيا Arbitron's PPM |
|                                                         | | |
|                                                         | | |
|                                                         | | |

يواصل الأعضاء الرواد في الجمعية الدولية للاتصالات التفاعلية استخدام المواهب والمهارات في الاتصالات التفاعلية التي يتم تطويرها خلال مدة خدمتهم في الجمعية الدولية للاتصالات التفاعلية؛ حيث أن التفاعل ومشاركة المستهلكين يشهدان تطورًا في الوسائط المتعددة ووسائط البث وWeb 2.0 وWeb 3.0 وصناعات وسائط الهواتف المحمولة.

## وصلات خارجية
- The original website was www.iics.org but now the closest website is the San Francisco chapter http://users.rcn.com/sfiics
- MCA-I
- Jerry Jackson background at Waters Edge[1]
- Vintage SMC 70 [2]